# 르누아르 (영화)
《르누아르》(Renoir)는 2012년 공개된 프랑스의 드라마 영화이다.
르누아르는 프랑스와 해외에서 모두 비평적, 상업적 성공을 거두었으며, 특히 미국에서 큰 성공을 거두었다. 이 작품은 뉴욕 타임스의 '비평가 추천 작품' 목록에 올랐다.

## 줄거리
영화는 제1차 세계대전 중 남프랑스를 배경으로, 인상주의 화가 피에르 오귀스트 르누아르의 말년을 중심으로 이야기가 전개된다. 특히 그의 마지막 모델이자 아들인 영화감독 장 르누아르의 첫 번째 영화 배우였던 앙드레 외슐링(카트린 헤슬링으로도 알려짐)에 초점을 맞춘다. 앙드레는 아버지 르누아르와 아들 장, 두 거장 예술가를 연결하는 인물이다. 쇠약해져 가는 아버지와 달리, 영화감독으로서 자신의 길을 찾으려는 아들 사이에서 앙드레는 이들의 관계에 중요한 역할을 한다. 영화는 아버지 르누아르가 그의 화려한 경력의 마지막 단계에 있는 반면, 아들 장은 여전히 자신을 찾고 있으며 미래에 거장이 될 잠재력을 보여주는 시기를 그리고 있다. 덧붙여 영화감독 질 부르도는 실제 르누아르의 그림을 스크린에서 생생하게 재현하기 위해 미술품 위조 전과자인 기 리베의 도움을 받아 촬영했다.

## 배역
- 미셸 부케 - 오귀스트 르누아르 역
- 크리스타 테레 - 앙드레 호슐링 역
- 뱅삿 로티에르 - 장 르누아르 역
- 토마 도레 - 코코 역
- 로랑 푸아트레노 - 피에르 르누아르 역
- 로망 보링거 - 가브리엘 레나르 역